# Gustavo da Dinamarca
Gustavo, Príncipe da Dinamarca (4 de março de 1887 - 5 de outubro de 1944) foi o sétimo filho de Frederico VIII da Dinamarca e da sua esposa, princesa Luísa da Suécia e da Noruega.

## Juventude

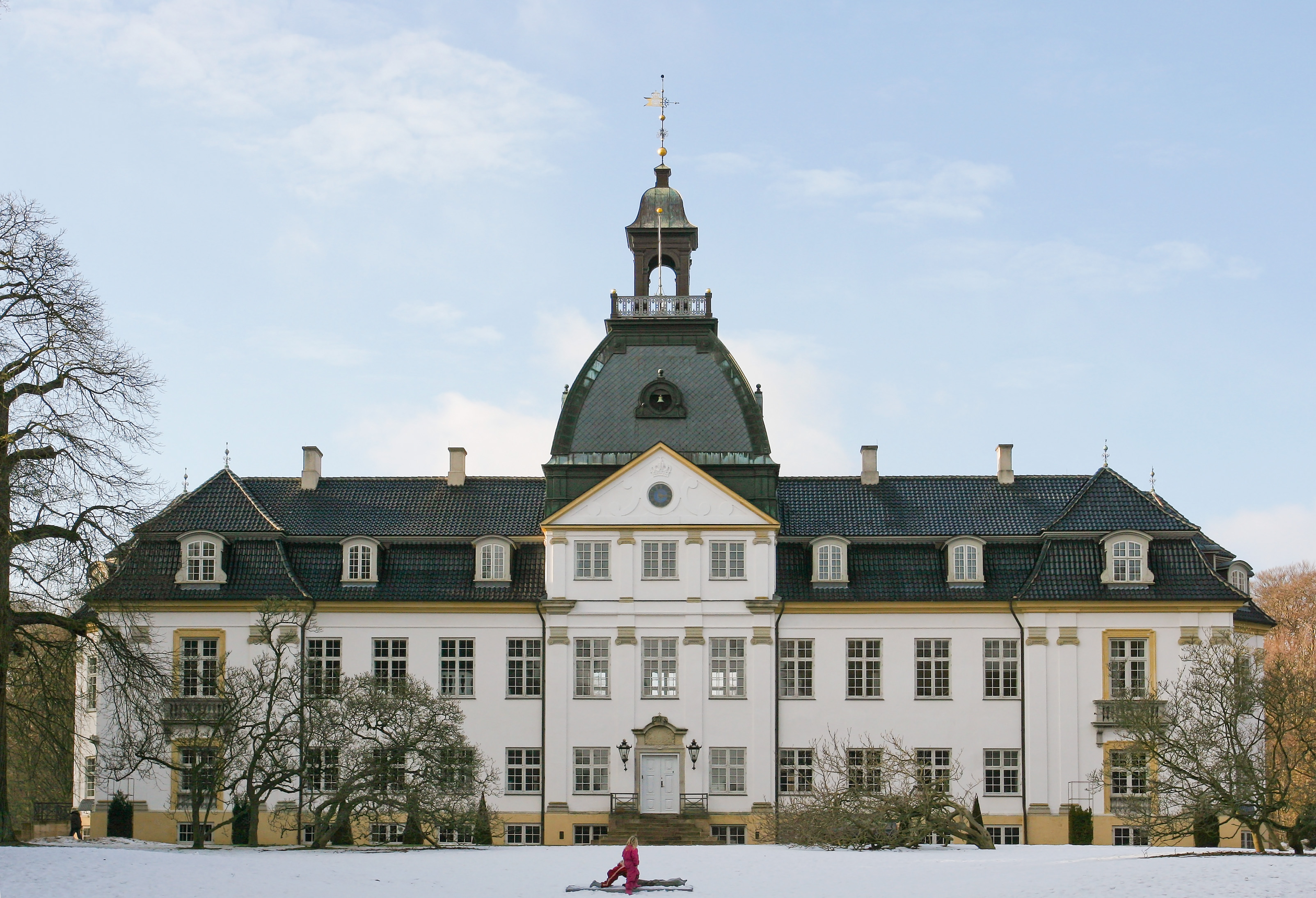
Local de nascimento do Príncipe Gustav, Palácio de Charlottenlund, fotografado em 2006

O príncipe Gustav nasceu em 4 de março de 1887 na residência de campo de seus pais, o Palácio de Charlottenlund, ao norte de Copenhague, durante o reinado de seu avô paterno, o rei Cristiano IX.  Ele foi o sétimo filho e o quarto filho do príncipe herdeiro Frederico da Dinamarca e de sua esposa Luísa da Suécia. Seu pai era o filho mais velho do rei Cristiano IX e Luísa de Hesse-Kassel, e sua mãe era a única filha do rei Carlos XV da Suécia e da Noruega e Luísa dos Países Baixos. Ele foi batizado com os nomes Christian Frederik Wilhelm Valdemar Gustav, e era conhecido como Príncipe Gustavo.
O Príncipe Gustavo foi criado com seus irmãos na casa real na Dinamarca e cresceu entre a residência de seus pais em Copenhague, o Palácio de Frederico VIII no complexo do Palácio de Amalienborg e seu retiro no campo, o Palácio de Charlottenlund, localizado na costa de Øresund estreito ao norte da cidade.
O príncipe Gustav permaneceu solteiro e não teve filhos.

## Vida posterior
Em 2 de fevereiro de 1935 na Igreja Ortodoxa Russa em Copenhague, ele era, junto com sua prima, a Grã-Duquesa Olga Alexandrovna da Rússia e seu marido, o coronel Nikolai Kulikovsky, padrinho no batismo de Aleksander Schalburg, filho do primeiro-tenente da Guarda Vida Real Dinamarquesa Christian Frederik von Schalburg.
O Príncipe Gustav morreu em 5 de outubro de 1944 em sua propriedade Egelund House, ao norte de Copenhague, na Zelândia do Norte, Dinamarca.